# Abraxas hypsata
Abraxas hypsata là một loài bướm đêm trong họ Geometridae.